# Джексон, Дональд
До́нальд Дже́ксон (англ. Donald George Jackson, родился 2 апреля 1940 года в Ошаве, провинция Онтарио, Канада) — фигурист из Канады, бронзовый призёр зимней Олимпиады 1960 года, чемпион мира 1962 года, серебряный призёр чемпионатов мира (1959, 1960 годов), четырёхкратный чемпион Канады (1959—1962 годов), серебряный призёр чемпионата Канады (1956—1958 годов) в мужском одиночном катании.

## Биография
В соревнования по фигурному катанию принял участие в возрасте 10 лет. Удачно дебютировал на чемпионате Канады в 1956 году, заняв второе место. На следующий год дебютировал на чемпионате мира и занял 7-е место. В 1962 году первым исполнил тройной лутц. Стал первым канадским фигуристом, выигравшим чемпионат мира. Тренировался у Отто Голда, в Нью-Йорке у Пьера Брюне, Шелдона Гелбрейта. По окончании любительской карьеры 1962 году перешёл в профессионалы и выступал в «Айс Фоллис».
В 1965 году вышел документальный фильм «King of Blades» о Дональде Джексоне, а в 1977 году вышла книга под таким же названием. Дональд Джексон в 1977 году был введён в Зал славы мирового фигурного катания. В 1997 году был награждён Орденом Канады (степень члена Ордена Канады). Ныне работает тренером в Онтарио.

## Спортивные достижения
| Event                       | 1956 | 1957 | 1958 | 1959 | 1960 | 1961 | 1962 |
| --------------------------- | ---- | ---- | ---- | ---- | ---- | ---- | ---- |
| Зимние Олимпиады            |      |      |      |      | 3    |      |      |
| Чемпионаты мира             |      | 7    | 4    | 2    | 2    |      | 1    |
| Чемпионаты Северной Америки |      | 4    |      | 1    |      | 1    |      |
| Чемпионаты Канады           | 2    | 2    | 2    | 1    | 1    | 1    | 1    |